# Cantó de Chaumergy
El cantó de Chaumergy és un cantó francès del departament del Jura, situat al districte de Lons-le-Saunier. Té 16 municipis i el cap és Chaumergy.

## Municipis
- Bois-de-Gand
- La Chassagne
- Chaumergy
- La Chaux-en-Bresse
- Chêne-Sec
- Commenailles
- Les Deux-Fays
- Foulenay
- Francheville
- Froideville
- Recanoz
- Rye
- Sergenaux
- Sergenon
- Le Villey
- Vincent

## Història
| Data d'elecció                           | Identitat          | Partit               | Qualitat |
| ---------------------------------------- | ------------------ | -------------------- | -------- |
| 1945-1951                                | M. Bacheley        | PCF                  |          |
| 1951-1970                                | M. Girard          | radical, després RGR |          |
| 1970-1982                                | M. Bacheley        | Divers gauche        |          |
| 1982-1988                                | Michel Ecoiffier   | app. UDF             |          |
| 1988-1994                                | Noël Simonot       | PS                   |          |
| 1994-2001                                | Roger Joly         | Divers gauche        |          |
| 2001-2008                                | Bruno Guichard     | Divers gauche        |          |
| 2008-                                    | Danielle Brulebois | PS                   |          |
| les dades anteriors no són pas conegudes |                    |                      |          |
|                                          |                    |                      |          |